# Mario Brega
Florestano Brega, conhecido pelo pseudonimo Mario Brega (Roma, 25 de março de 1923 – Roma, 23 de julho de 1994) foi um ator italiano.
Era regularmente retratado como bandido no início de sua carreira em filmes westerns. Mais tarde, apareceu em inúmeros filmes de comédia italiana.

## Carreira
Brega nasceu em Roma. Ele era um açougueiro antes de atuar, onde seu físico pesado garantiu-lhe uma infinidade de papéis. Estreou com o diretor Dino Risi, depois apareceu na Trilogia dos dólares com Sergio Leone: Per un pugno di dollari como Chico, Per qualche dollaro in più como Nino e Il buono, il brutto, il cattivo como Wallace. Apareceu também como um gangster em Once Upon a Time in America. Atuou em muitos faroestes italianos, incluindo Da uomo a uomo, Il grande silenzio e Il mio nome è Nessuno. Também foi destaque em muitos filmes de Federico Fellini, e mais tarde em sua carreira teve papéis cômicos com o diretor Carlo Verdone.
Brega morreu em Roma em 1994, devido a um infarto.

## Filmografia
- La marcia su Roma
- Diciottenni al sole (1962)
- I motorizzati (1962)
- La parmigiana (1962)
- I mostri
- Le ore dell'amore (1963)
- Se permettete parliamo di donne (1963)
- Uno strano tipo (1964)
- Due mafiosi nel Far West (1964)
- Per un pugno di dollari (1964)
- Per qualche dollaro in più (1965)
- Buffalo Bill, l'eroe del far west (1965)
- Il buono, il brutto, il cattivo (1966)
- Da uomo a uomo (1967)
- La più grande rapina del west (1967)
- Tenderly (1968)
- Il grande silenzio (1968)
- Il divorzio (1969)
- Death Knocks Twice (1969)
- La taglia è tua... l'uomo l'ammazzo io (1970)
- Cose di Cosa Nostra (1971)
- New York Parigi per una Condanna a Morte (1972)
- Sotto a chi Tocca! (1972)
- Le mille e una notte e un’altra ancora… (1972)
- Decameron No. 2 - Le altre novelle del Boccaccio (1972)
- Il mio nome è Nessuno (1973)
- Anche gli angeli tirano di destro (1974)
- Quant'è bella la Bernarda, tutta nera, tutta calda (1975)
- Basta con la guerra, facciamo l'amore (1975)
- Un genio, due compari, un pollo  (1975)
- Due cuori, una cappella (1975)
- Simone e Matteo, un gioco da ragazzi (1975)
- Il gatto (1977)
- La banda del trucido (1977)
- I sette del gruppo selvaggio (1977)
- Il giocattolo (1979)
- Un sacco bello (1980)
- Bianco, rosso e Verdone (1981)
- Una vacanza del cactus (1981)
- Borotalco (1982)
- Pierino la Peste alla riscossa (1982)
- Vacanze di Natale (1982)
- Occhio, malocchio, prezzemolo e finocchio (episodio Il mago) (1983)
- Amarsi un po' (1984)
- Sogni e bisogni (1984)
- Once Upon a Time in America (1984)
- Troppo forte (1986)
- Asilo di polizia (1986)
- Montecarlo Gran Casinò (1986)
- Crack (1991)